# Liste des matchs de l'équipe des Îles Salomon de football par adversaire
Cette liste présente les matchs de l'équipe des Îles Salomon de football par adversaire rencontré. Lorsqu'une rivalité footballistique particulière existe entre les Îles Salomon et un autre pays, une page spécifique est parfois proposée.
- Haut – A
- B
- C
- D
- E
- F
- G
- H
- I
- J
- K
- L
- M
- N
- O
- P
- Q
- R
- S
- T
- U
- V
- W
- X
- Y
- Z

## A

### Australie
Confrontations entre l'Australie et les Îles Salomon :
| Date              | Lieu                        | Match                    | Score | Compétition                             |
| 4 septembre 1992  | Honiara Îles Salomon        | Îles Salomon - Australie | 1-2   | Éliminatoires de la Coupe du monde 1994 |
| 26 septembre 1992 | Newcastle Australie         | Australie - Îles Salomon | 6-1   | Éliminatoires de la Coupe du monde 1994 |
| 11 juin 1997      | Sydney Australie            | Australie - Îles Salomon | 13-0  | Éliminatoires de la Coupe du monde 1998 |
| 17 juin 1997      | Sydney Australie            | Îles Salomon - Australie | 2-6   | Éliminatoires de la Coupe du monde 1998 |
| 23 juin 2000      | Papeete Polynésie française | Îles Salomon - Australie | 0-6   | Coupe d'Océanie de football 2000        |
| 6 juin 2004       | Adelaide Australie          | Îles Salomon - Australie | 2-2   | Éliminatoires de la Coupe du monde 2006 |
| 9 octobre 2004    | Honiara Îles Salomon        | Îles Salomon - Australie | 1-5   | Coupe d'Océanie de football 2004        |
| 12 octobre 2004   | Sydney Australie            | Australie - Îles Salomon | 6-0   | Coupe d'Océanie de football 2004        |
| 3 septembre 2005  | Sydney Australie            | Australie - Îles Salomon | 7-0   | Éliminatoires de la Coupe du monde 2006 |
| 6 septembre 2005  | Honiara Îles Salomon        | Îles Salomon - Australie | 1-2   | Éliminatoires de la Coupe du monde 2006 |

Bilan
- Total de matchs disputés : 10
- Victoires de l'équipe d'Australie : 9
- Victoires de l'équipe des Îles Salomon : 0
- Match nul : 1

## F

### Fidji
| Date              | Lieu                                    | Match                | Score     | Compétition                     |
| 1er décembre 1963 | Lautoka, Fidji                          | Fidji – Îles Salomon | 5-0       | Jeux du Pacifique Sud 1963      |
| 14 août 1969      | Port Moresby, Papouasie-Nouvelle-Guinée | Îles Salomon – Fidji | 1-5       | Jeux du Pacifique Sud 1969      |
| 5 août 1975       | Tamuning, Guam                          | Fidji – Îles Salomon | 1-1       | Jeux du Pacifique Sud 1975      |
| 8 août 1975       | Tamuning, Guam                          | Fidji – Îles Salomon | 2-3       | Jeux du Pacifique Sud 1975      |
| 4 septembre 1979  | Suva, Fidji                             | Fidji – Îles Salomon | 2-0       | Jeux du Pacifique Sud 1979      |
| 25 février 1980   | Nouméa, Nouvelle-Calédonie              | Fidji – Îles Salomon | 3-1       | Coupe d'Océanie 1980            |
| 12 juillet 1981   | Honiara, Îles Salomon                   | Îles Salomon – Fidji | 1-2       | Mini Jeux du Pacifique Sud 1981 |
| ?? septembre 1983 | Apia, Samoa                             | Fidji – Îles Salomon | 10-0      | Jeux du Pacifique Sud 1983      |
| 21 octobre 1988   | Îles Salomon                            | Îles Salomon – Fidji | 1-1       | Coupe de Mélanésie 1988         |
| 26 octobre 1988   | Îles Salomon                            | Îles Salomon – Fidji | 1-3       | Coupe de Mélanésie 1988         |
| 4 novembre 1989   | Fidji                                   | Fidji – Îles Salomon | 0-0       | Coupe de Mélanésie 1989         |
| 1er novembre 1990 | Nouméa, Nouvelle-Calédonie              | Fidji – Îles Salomon | 0-0       | Coupe de Mélanésie 1990         |
| 20 septembre 1991 | Lae, Papouasie-Nouvelle-Guinée          | Fidji – Îles Salomon | 1-1       | Jeux du Pacifique Sud 1991      |
| 25 juillet 1992   | Port-Vila, Vanuatu                      | Fidji – Îles Salomon | 2-1       | Coupe de Mélanésie 1992         |
| 7 décembre 1993   | Vanuatu                                 | Fidji – Îles Salomon | 1-0       | Mini Jeux du Pacifique Sud 1993 |
| 7 juillet 1994    | Honiara, Îles Salomon                   | Îles Salomon – Fidji | 1-0       | Coupe de Mélanésie 1994         |
| 24 août 1995      | Papeete, Polynésie française            | Îles Salomon – Fidji | 3-3       | Jeux du Pacifique Sud 1995      |
| 17 février 1997   | Suva, Fidji                             | Fidji – Îles Salomon | 1-2       | Match amical                    |
| 21 février 1997   | Nadi, Fidji                             | Fidji – Îles Salomon | 3-2       | Match amical                    |
| 12 septembre 1998 | Espiritu Santo, Vanuatu                 | Fidji – Îles Salomon | 1-1       | Coupe de Mélanésie 1998         |
| 15 avril 2000     | Suva, Fidji                             | Fidji – Îles Salomon | 2-2       | Coupe de Mélanésie 2000         |
| 7 juillet 2003    | Lautoka, Fidji                          | Fidji – Îles Salomon | 2-1       | Jeux du Pacifique Sud 2003      |
| 4 juin 2004       | Adélaïde, Australie                     | Îles Salomon – Fidji | 2-1       | Coupe d'Océanie 2004            |
| 7 septembre 2011  | Lifou, Nouvelle-Calédonie               | Fidji – Îles Salomon | 1-2 a. p. | Jeux du Pacifique 2011          |
| 4 juin 2012       | Honiara, Vanuatu                        | Fidji – Îles Salomon | 0-0       | Coupe d'Océanie 2012            |

## M

### Macao

#### Confrontations
Confrontations entre Macao et les Îles Salomon :
|   | Date         | Lieu  | Match                | Score | Compétition  |
| - | ------------ | ----- | -------------------- | ----- | ------------ |
| 1 | 29 août 2018 | Macao | Macao - Îles Salomon | 1-4   | Match amical |

#### Bilan
Au 9 avril 2019 :
- Total de matchs disputés : 1
- Victoires de Macao : 0
- Matchs nuls : 0
- Victoires des Îles Salomon : 1
- Total de buts marqués par Macao : 1
- Total de buts marqués par les Îles Salomon : 4

## N

### Nouvelle-Zélande
Confrontations entre les Îles Salomon et la Nouvelle-Zélande :
| Date              | Lieu                        | Match                               | Score | Compétition                             |
| 29 février 1980   | Nouméa France               | Nouvelle-Zélande - Îles Salomon     | 6-1   | Coupe d'Océanie de football 1980        |
| 26 juin 2000      | Papeete Polynésie française | Nouvelle-Zélande - Îles Salomon     | 2-0   | Coupe d'Océanie de football 2000        |
| 11 juin 2001      | Auckland Nouvelle-Zélande   | Nouvelle-Zélande - Îles Salomon     | 5-1   | Éliminatoires de la Coupe du monde 2002 |
| 9 juillet 2002    | Auckland Nouvelle-Zélande   | Nouvelle-Zélande - Îles Salomon     | 6-1   | Coupe d'Océanie de football 2002        |
| 31 mai 2004       | Adélaïde Australie          | Îles Salomon - Nouvelle-Zélande     | 0-3   | Éliminatoires de la Coupe du monde 2006 |
| 6 juin 2012       | Honiara Îles Salomon        | Nouvelle-Zélande - Îles Salomon     | 1-1   | Éliminatoires de la coupe du monde 2014 |
| 10 juin 2012      | Honiara Îles Salomon        | Îes Îles Salomon - Nouvelle-Zélande | 3-4   | Coupe d'Océanie de football 2012        |
| 11 septembre 2012 | Auckland Nouvelle-Zélande   | Nouvelle-Zélande - Îles Salomon     | 6-1   | Éliminatoires de la coupe du monde 2014 |
| 26 mars 2013      | Honiara Îles Salomon        | Îles Salomon - Nouvelle-Zélande     | 0-2   | Éliminatoires de la coupe du monde 2014 |

Bilan
- Total de matchs disputés : 9
- Victoires de l'équipe des Îles Salomon : 0
- Victoires de l'équipe de Nouvelle-Zélande : 8
- Match nul : 1